# Powiat Bruck an der Leitha
Powiat Bruck an der Leitha (niem. Bezirk Bruck an der Leitha) – powiat w Austrii, w kraju związkowym Dolna Austria, w rejonie Industrieviertel. Siedziba powiatu znajduje się w mieście Bruck an der Leitha.
1 stycznia 2017 do powiatu przyłączono 13 gmin ze zlikwidowanego powiatu Wien-Umgebung: Ebergassing, Fischamend, Gramatneusiedl, Himberg, Klein-Neusiedl, Lanzendorf, Leopoldsdorf, Maria-Lanzendorf, Moosbrunn, Rauchenwarth, Schwadorf, Schwechat i Zwölfaxing.

## Geografia
Powiat graniczy: na północy z powiatem Gänserndorf, na północnym zachodzie z powiatem Wien-Umgebung, na południowym zachodzie z powiatem Baden, miastem statutarnym Eisenstadt i powiatem Eisenstadt-Umgebung, na południowym wschodzie z powiatem Neusiedl am See (3 ostatnie w Burgenlandzie). Powiat na wschodzie graniczy ze Słowacją na wysokości Bratysławy i jest to najdalej wysunięty na wschód punkt w kraju związkowym.
Północna granica powiatu przebiega na Dunaju, południową stanowi częściowo rzeka Litawa (Leitha).
Na południowym zachodzie znajdują się Góry Litawskie, gdzie uprawia się winorośl.

## Transport
Przez powiat przebiega autostrada A4 (autostrada wschodnia), drogi krajowe B9 (Preßburger Straße), B10 (Brucker Straße) i B50 (Burgenland Straße) oraz linia kolejowa S60. Na granicy ze Słowacją znajduje się jedne drogowe przejście graniczne Hainburg an der Donau-Bratysława.

## Podział administracyjny
Powiat podzielony jest na 33 gminy, w tym pięć gmin miejskich (Stadt), 14 gmin targowych (Marktgemeinde) oraz 14 gmin wiejskich (Gemeinde).
| Miasta 1. Bruck an der Leitha (8395) 2. Fischamend (5714) 3. Hainburg an der Donau (6982) 4. Mannersdorf am Leithagebirge (4219) 5. Schwechat (21 166) Gminy targowe 1. Au am Leithaberge (968) 2. Bad Deutsch-Altenburg (1979) 3. Enzersdorf an der Fischa (3584) 4. Götzendorf an der Leitha (2234) 5. Gramatneusiedl (3702) 6. Himberg (7994) 7. Hof am Leithaberge (1 629) 8. Leopoldsdorf (5448) 9. Petronell-Carnuntum (1280) 10. Prellenkirchen (1671) 11. Rohrau (1667) 12. Schwadorf (2308) 13. Sommerein (2250) 14. Trautmannsdorf an der Leitha (2955) | Gminy 1. Berg (982) 2. Ebergassing (4128) 3. Göttlesbrunn-Arbesthal (1480) 4. Haslau-Maria Ellend (1995) 5. Höflein (1219) 6. Hundsheim (650) 7. Klein-Neusiedl (974) 8. Lanzendorf (1942) 9. Maria-Lanzendorf (2235) 10. Moosbrunn (1809) 11. Rauchenwarth (831) 12. Scharndorf (1246) 13. Wolfsthal (1245) 14. Zwölfaxing (1689) |

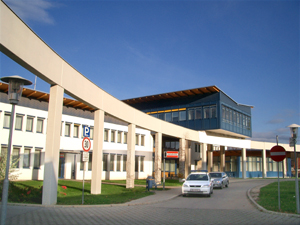
Starostwo powiatowe

| (stan liczby mieszkańców 1 stycznia 2023) | |

## Zmiany administracyjne
- 1 stycznia 2017
  - przyłączenie gmin miejskich: Fischamend i Schwechat; gmin targowych: Gramatneusiedl, Himberg, Leopoldsdorf i Schwadorf; gmin targowych: Ebergassing, Klein-Neusiedl, Lanzendorf, Maria-Lanzendorf, Moosbrunn, Rauchenwarth i Zwölfaxing ze zlikwidowanego powiatu Wien-Umgebung